# Dominic Young
Pour les articles homonymes, voir Young.
 (décembre 2023).
Si vous disposez d'ouvrages ou d'articles de référence ou si vous connaissez des sites web de qualité traitant du thème abordé ici, merci de compléter l'article en donnant les références utiles à sa vérifiabilité et en les liant à la section « Notes et références ».

a Compétitions nationales et continentales officielles uniquement.

b Matchs officiels uniquement.
Dominic Young dit Dom Young, né le 9 août 2001 à Wakefield (Angleterre), est un joueur de rugby à XIII anglais évoluant au poste d'ailier ou de centre dans les années 2010 et 2020.
Grand espoir du club d'Huddersfield Giants, Dominic Young fait ses débuts en Super League lors de la saison 2019 contre St Helens RLFC. Ses qualités physiques retiennent l'attention des meilleurs clubs de National Rugby League, Newcastle Knights décide donc de le signer pour trois saisons à partir de 2021. Régulier, il prend à 20 ans une place de titulaire à l'aile.
Ses performances en club l'amènent à être convoqué en équipe nationale. D'origine jamaïcane, la sélection de Jamaïque désire prendre part à la Coupe du monde de rugby à XIII 2021 avec Young, mais le report de cette compétition à 2022 lui permet d'être intégré directement au sein de la sélection d'Angleterre. Il est l'une des révélations de cette édition avec huit essais inscrits en trois rencontres au premier tour.

## Palmarès

### Détails en sélection
| Matchs internationaux de Dominic Young | Matchs internationaux de Dominic Young | Matchs internationaux de Dominic Young | Matchs internationaux de Dominic Young | Matchs internationaux de Dominic Young | Matchs internationaux de Dominic Young | Matchs internationaux de Dominic Young | Matchs internationaux de Dominic Young | Matchs internationaux de Dominic Young | Matchs internationaux de Dominic Young | Matchs internationaux de Dominic Young | Matchs internationaux de Dominic Young |
|                                        | Date                                   | Adversaire                             | Résultat                               | Compétition                            | Poste                                  | Points                                 | Essais                                 | Pen.                                   | Drops                                  |                                        |                                        |
| -------------------------------------- | -------------------------------------- | -------------------------------------- | -------------------------------------- | -------------------------------------- | -------------------------------------- | -------------------------------------- | -------------------------------------- | -------------------------------------- | -------------------------------------- | -------------------------------------- | -------------------------------------- |
| sous les couleurs de l'Australie       |                                        |                                        |                                        |                                        |                                        |                                        |                                        |                                        |                                        |                                        |                                        |
| 1.                                     | 15 octobre 2022                        | Samoa                                  | 60-6                                   | Coupe du monde                         | Ailier                                 | 8                                      | 2                                      | 0                                      | 0                                      |                                        |                                        |
| 2.                                     | 22 octobre 2022                        | France                                 | 42-18                                  | Coupe du monde                         | Ailier                                 | 8                                      | 2                                      | 0                                      | 0                                      |                                        |                                        |
| 3.                                     | 29 octobre 2022                        | Grèce                                  | 94-4                                   | Coupe du monde                         | Ailier                                 | 16                                     | 4                                      | 0                                      | 0                                      |                                        |                                        |
| 4.                                     | 5 novembre 2022                        | Papouasie-Nouvelle-Guinée              | 46-6                                   | Coupe du monde                         | Ailier                                 | 4                                      | 1                                      | 0                                      | 0                                      |                                        |                                        |
| 5.                                     | 12 novembre 2022                       | Samoa                                  | 26-27                                  | Coupe du monde                         | Ailier                                 | 0                                      | 0                                      | 0                                      | 0                                      |                                        |                                        |